# Armand Libioulle
Armand Libioulle, né le 8 juin 1851 à Charleroi et mort le 7 octobre 1925 à Seron-Forville, est un avocat et homme politique belge, membre du Parti ouvrier belge.

## Biographie
Marie Antoine Dieudonné Félix Ghislain Armand Libioulle est le fils de Walter-Auguste Libioulle, président du tribunal de première de Charleroi, et de Marie Agnès Henrion.
Il fait des études à l'Athénée de Charleroi puis à l'Université libre de Bruxelles. Son diplôme de docteur en droit en poche, il s'inscrit en 1874 au barreau de Bruxelles. En 1878, il rejoint le barreau de Charleroi où il officie comme avocat jusqu'à son décès.
Élu par l'arrondissement électoral de Charleroi-Thuin, il siège au sénat à partir du 25 mai 1902 dans les rangs socialistes. Il est élu secrétaire du Sénat en 1920. Dans sa carrière parlementaire, il s'est attaché à la question des accidents de travail et à la défense du droit des ouvriers. Il était un spécialiste du droit minier.
Parallèlement, il était major dans la garde civique de Charleroi, membre de la Commission des monuments et des sites, de la Société d'archéologie et de paléontologie de Charleroi, de la Commission des musées du Cinquantenaire et du Conseil d'administration de la Fondation Carnegie.
Il a publié plusieurs rapports sur le séjour de Lord Byron en Belgique et sur la révolution belge de 1830.
Quelques années avant son décès, il se retire à Forville dans la province de Namur.

## Hommage
À la suite de son décès le 7 octobre 1925 à Seron-Forville, le barreau de Charleroi a  instauré un prix Libioulle, concours de plaidoiries entre avocats stagiaires.
La « Rue Libioulle » à Marcinelle-Vilette perpétue sa mémoire.

## Sources
- Bio sur ARSOM
- Commune de Fernelmont
- Michel Damiens sur A.Libioulle